# العالم الجوراسي: المملكة الساقطة
العالم الجوراسي: المملكة الساقطة (بالإنجليزية: Jurassic World: Fallen Kingdom)‏ هو فيلم خيال علمي ومغامرة أمريكي صدرَ في عام 2018. من إخراج خوان أنطونيو بايونا وكتابة ديريك كونولي وكولن تريفورو. الفيلم هو الإصدار الخامس ضمن سلسلة الحديقة الجوراسية والثاني ضمن الثلاثية الجديدة التي بدأت مع العالم الجوراسي (2015). كريس برات وبرايس دالاس هوارد يعودان بدور أوين غريدي وكلير ديرينغ، يشاركهما التمثيل جيف غولدبلوم وبي دي ونغ وجيمس كرومويل.
جرى التصوير في المملكة المتحدة وهاواي من فبراير إلى يوليو 2017. حظي الفيلم بعرضه الأول في مدريد بتاريخ 21 مايو 2018. وصدر في الولايات المتحدة في 22 يونيو 2018. وصلت إيراداته عالمياً إلى أكثر من مليار $، جاعلاً إياه ثالث أعلى الأفلام دخلاً في 2018. تلقى الفيلم ردود فعل متباينة من النقاد، الذي مدحوا أداء كريس برات والإخراج والمؤثرات البصرية، لكن العديد انتقدوا النص وشعروا أن الفيلم لم يضف الشيءالجديد إلى السلسلة، وأعتقد البعض أن السلسلة نفذت إبداعياً. من المقرر صدور فيلم متتم له في 11 يونيو 2021 مع عودة كولن تريفورو كمخرج.

## القصة
بعد فترة قصيرة من أحداث فيلم العالم الجوراسي عام 2015، وصل فريق صغير من المرتزقة إلى جزيرة إيسلا نوبلار المهجورة لجمع عينات الحمض النووي من بقايا ديناصور إندومينوس ريكس قرب قاع بحيرة الحديقة. بعد الحصول على إحدى العظام، يهرب الناجون من الفريق ويغادرون الجزيرة بعد تعرضهم لهجوم من ديناصورات الموزاصور والتيرانوصور، لكنهم يطلقون سراح الموزاصور عن طريق الخطأ ليهرب إلى المحيط.
في عام 2018، يناقش مجلس الشيوخ الأمريكي في واشنطن موضوع إنقاذ ديناصورات إيسلا نوبلار من انفجار بركاني قريب، ونقلها إلى بر الولايات المتحدة الرئيسي. يدلي عالم الرياضيات الدكتور إيان مالكوم بشهادته قائلًا إن الديناصورات يجب أن يُسمح لها بقتلها لتصحيح خطأ جون هاموند الذي استنسخها بشكل خاطئ. في هذه الأثناء، أسست مديرة العمليات السابقة في العالم الجوراسي كلير ديرينغ مجموعة حماية الديناصورات بهدف إنقاذ هذه الحيوانات. بعد رفض مجلس الشيوخ إنقاذ الحيوانات، يطلب شريك هاموند السابق السير بينجامين لوكوود حضور كلير إلى منزله في شمال كاليفورنيا. يكشف لوكوود ومساعده إيلاي ميلز عن خطة لنقل الديناصورات إلى جزيرة أخرى. تحتاج الخطة إلى مساعدة كلير في إعادة تفعيل نظام تعقب الديناصورات الخاص بالحديقة من أجل تحديد مكان الحيوانات وتحديدًا بلو التي كانت آخر حيوانات فيلوسيرابتور الناجية. على الرغم من خلافهما الحالي، تضم كلير مدرب الفيلوسيرابتور السابق في العالم الجوراسي أوين غريدي للمساعدة في هذه المهمة.
في جزيرة آيلا نوبلار، تعيد كلير والتقني السابق في الحديقة فرانكلين ويب تفعيل نظام التعقب. يعمل أوين والطبيبة البيطرية زيا رودريغيز وفريق المرتزقة تحت قيادة كين ويتلي على تقصي بلو ويتمكنون من العثور عليه. تحتدم المواجهة فجأة، ما يؤدي إلى إطلاق النار على بلو وتركين ويتلي لأوين. يترك ويتلي أوين وكلير وفرانكلين على الجزيرة ويأخذ زيا رهينة لعلاج بلو. ينفجر البركان مجبرًا أوين وكلير وفرانكلين والديناصورات على الهرب بهلع، ليسقط عدد منها في المحيط ويدخل فرانكلين وكلير في عربة كروية قديمة. تغادر سفينة المرتزقة المحملة بالديناصورات المأسورة متجهة إلى بر الولايات المتحدة الرئيسي تاركة بقية الديناصورات لتواجه الانفجار البركاني. يتسلل كل من كلير وفرانكلين وأوين إلى السفينة لمساعدة زيا على نقل دم التيرانوصور إلى بلو. تدرك المجموعة أن الديناصورات المأسورة كانت في طريقها إلى مكان مجهول لهدف مجهول أيضًا.
في منزل لوكوود، تسمع حفيدة لوكوود اليتيمة ميزي بالصدفة حديث ميلز السري مع مدبر المزادات السيد إيفرسول، لتعلم أنهما يخططان لبيع الديناصورات المأسورة في السوق السوداء. سوف يشاهدان أيضًا نموذجًا لديناصور إندورابتور، وهو ديناصور معدل جينيًا يُستخدم كسلاح أعده عالم الوراثة الدكتور هنري وو باستخدام الحمض النووي لكل من إندومينوس ريكس وفيلوسيرابتور. يحتاج الدكتور وو إلى حمض بلو النووي من أجل خلق ديناصور إندورابتور المعدل جينيًا والمطيع للأوامر، دون أن يعلم بأن دم بلو أصبح ممزوجًا. بعد أن تخبر ميزي لوكوود بأمر المزاد، يواجه ميلز الذي يقتله. يظهر لاحقًا أن ميزي مستنسخة من ابنة لوكوود المتوفية، وهي السبب في إنهاء جون هاموند -المعترض على استنساخ البشر- علاقتهما.
نُقلت الديناصورات إلى منزل لوكوود، حيث عُرض عدد منها في المزاد وشُحنت إلى وجهاتها. تجنب فرانكلين الوقوع في الأسر وحرر زيا، لكن أوين وكلير وقعا في الأسر. يحرض أوين ديناصور ستيغيمولوك على فتح زنزانتهما. يلتقي الاثنان بميزي، ويعلمان أن ديناصور إندورابتور سوف يباع في المزاد على الرغم من اعتراضات وو الذي أصر على كونه مجرد نموذج أولي. يعرقل أوين هذه العملية من خلال إدخال ستيغيمولوك إلى الغرفة. في وسط الفوضى اللاحقة، يركن ويتلي ديناصور إندورابتور للحصول على أحد أسنانه كجائزة، لكن الحيوان الهجين الذي كان قد غاب عن الوعي للتو بالكاد يستيقظ ويقتل ويتلي وإيفرسول وعدد من الآخرين أثناء هربه. يطارد إندورابتور كلًا من أوين وكلير وميزي عبر القصر حتى تطلق زيا سراح بلو التي تقاتل إندورابتور فوق سقف زجاجي مرتفع، ليسقط الحيوانان عبره ما يؤدي إلى قتل إندورابتور ونجاة بلو دون أذى.
عندما يهدد تسرب غاز سيانيد الهيدروجين حياة الديناصورات المحتجزة، تحررها ميزي جميعًا على الرغم من اعتراضات أوين. عند محاولة ميلز الهرب آخذًا معه عظم إندومينوس ريكس، يلتهمه التيرانوصور ريكس ويدهس العظم. يهرب أوين وكلير وميزي وزيا وفرانكلين، في حين تلوذ بلو وبقية الديناصورات المحررة من أراضي المنزل.
في جلسة جديدة لمجلس الشيوخ الأمريكي، يعلن الدكتور مالكوم بدء عصر جوراسي جديد، حيث يجب على البشر والديناصورات التعايش سوية. تظهر المشاهد الختامية من الفيلم الديناصورات وهي تجوب البرية والضواحي حول المدن.
في المشهد التالي لشارة الختام، يظهر سرب من زواحف الطاؤود الأدرد (تيرانودون) وهي تطير حول النسخة المقلدة من برج إيفل الموجودة في لاس فيغاس.

## طاقم التمثيل
- كريس برات في دور أوين جرادي: محارب قديم في البحرية وعالم في السلوك الحيواني، ومعالج سابق لفيلوسيرابتور في العالم الجوراسي.[5]
- بريس دالاس هوارد في دور كلير ديرينغ: مديرة العمليات السابقة في العالم الجوراسي، وهي الآن ناشطة في مجال حقوق الديناصورات، وقد أسست مجموعة حماية الديناصورات لإنقاذ ديناصورات إيسلا نوبلار الباقية.[5][6]
- راف سبال في دور إيلي ميلز: مساعد لوكوود الطموح الذي يقوم بتجنيد أوين وكلير لإنقاذ الديناصورات. في حديثه عن تصرفات شخصيته على مدار الفيلم، قال سبال، «الطموح هو عاطفة قوية للغاية، يمكنك أن تنغمس فيه وتنتهي بفعل الأشياء من أجل النجاح. هذه الشخصية تعتقد أنها تفعل الصواب. لقد تم تكليفه بدفع ثروة لوكوود إلى المستقبل وجعلها تعيش بعد وفاته. يشعر ميلز أنه ببساطة يفعل ما طُلب منه القيام به.»[7][8]
- جاستيس سميث في دور فرانكلين ويب: تقني تكنولوجيا ومعلومات سابق في العالم الجوراسي وهو الآن محلل ومخترق أنظمة لمجموعة حماية الديناصورات.[6][9]
- دانييلا بينيدا في دور زيا رودريغيز: أحد أفراد مشاة البحرية سابقا والتي أصبحت الآن الطبيبة البيطرية لمجموعة حماية الديناصورات.[6][7][9]
- جيمس كرومويل في دور السير بنيامين لوكوود: شريك جون هاموند السابق في تطوير تقنية استنساخ الديناصورات.[10][11]
- توبي جونز بدور السيد إيفرسول: مزايد في ممتلكات لوكوود الذي يبيع ديناصورات إيسلا نوبلار من أجل الربح.[7] في مقابلة، شبّه جونز شخصيته بشخصية «تاجر أسلحة مارق؛ إنه يرى أرباحًا من بيع هذه المخلوقات كأسلحة. إنه محايد تمامًا من الناحية الأخلاقية بشأن كل ما يبيعه. إنه مهتم فقط بما إذا كان ذلك سيجعله يحقق ربحا أم لا».[7]
- تيد ليفين مثل كين ويتلي: مرتزق متمرس يقود عملية الإنقاذ في جزيرة إيسلا نوبلار.[7]
- بي دي ونغ في دور هنري وو: رئيس قسم علم الوراثة السابق لكل من العالم الجوراسي والحديقة الجوراسية الأصلي. في حديثه عن تصرفات شخصيته، قال وونغ: «أعتقد أنه مدفوع بحبه للعلم وغروره، وهو ما يدعم جيدًا إنجازاته الهائلة... أعتقد أنه يغض الطرف عن المعاناة الإنسانية التي تأتي نتيجة لأنه يعتقد أنه ينظر إلى صورة أكبر».[12][13]
- إيزابيلا سيرمون في دور ميزي لوكوود: حفيدة لوكوود الشابة والوريثة الشرعية بعد وفاة والديها.[14][15][16][17]
- جيرالدين شابلن في دور إيريس: مدبرة منزل لوكوود، ومربية ميزي، وحامية أسرار عائلة لوكوود.[7][18]
- جيف جولدبلوم مثل إيان مالكولم: خبير في نظرية الفوضى الذي تمت استشارته ذات مرة شركة التقنيات الجينية الدولية (InGen) في الحديقة الجوراسية.[19] في مقابلة بودكاست، تحدث جولدبلوم عن دوره «إنه صغير ... من يدري، قد يلغون مشاهدي تمامًا! ولكن إذا بقيت في الفيلم، ستكون غصنًا من البقدونس أو قليلا من التزيين، ونأمل أن يكون لها بعض التأثير!»[20][21] أكد المخرج بايونا أن دور جولدبلوم هو مجرد دور كاميو، قائلاً «ليس لديه دور رئيسي في العمل ولكنه بالتأكيد دور مهم للغاية من حيث أنه يخدم القصة».[22]
- بيتر جيسون في دور السناتور شيروود: سياسي أمريكي يناقش إنقاذ الديناصورات قبل ثوران البركان.

## الإنتاج

### تطور المشروع
خلال المحادثات المبكرة حول فيلم العالم الجوراسي لعام 2015، أخبر المنتج التنفيذي ستيفن سبيلبرغ المخرج كولين تريفورو أنه مهتم بإنتاج العديد من الأفلام الأخرى. في أبريل 2014، أعلن تريفورو أنه تمت مناقشة التَكْمِلَات: «أردنا إنشاء شيء يكون أقل تعسفًا وأقل انفصالا، شيء يمكن أن يتحول إلى سلسلة تبدو وكأنها قصة كاملة». قال تريفورو إن كريس برات وعمر سي قد يعيدان تمثيل أدوارهما في الأفلام القليلة القادمة وأنه سيخرج الفيلم إذا طُلب منه ذلك. أخبر تريفورو لاحقًا سبيلبرغ أنه سيركز فقط على إخراج فيلم واحد في سلسلة الحديقة الجوراسية، وأعلن في مايو 2015 أنه سيشارك في التكملة «بطريقة ما، ولكن ليس كمخرج». لقد شعر أن المخرجين المختلفين يمكن أن يجلبوا صفات مختلفة للأفلام المستقبلية. تم توقيع مع برات للتمثيل في أفلام مستقبلية من هذه السلسلة، كما تم التوقيع أيضا مع تاي سيمبكينز، الذي قام بأداء دور غراي في العالم الجوراسي.
في 3 يونيو 2015، قال تريفورو أن فيلم العالم الجوراسي ترك العديد من إمكانيات القصة مفتوحة: «تعجبني حقًا فكرة أن هذه المجموعة من علماء الوراثة ليسوا هم الأشخاص الوحيدين الذين يمكنهم استحداث ديناصور [...] عندما تفكر في الاختلافات بين آبل وجهاز الكمبيوتر - في اللحظة التي يصبح فيها شيء ما مفتوح المصدر، هناك جميع أنواع الكيانات والاهتمامات التي قد تكون قادرة على الاستفادة من هذه التكنولوجيا». في 8 يونيو 2015، التقى فرانك مارشال منتج العالم الجوراسي مع تريفورو ويونيفرسال بيكتشرز من أجل مناقشة تكملة. في وقت لاحق من ذلك الشهر، لم ينكر أن الفيلم قد يشمل «جنود الديناصورات» وقال إن المسلسل «لن يكون دائمًا حول الحديقة الجوراسية». لقد شعر أن الأفلام المستقبلية يمكن أن تستكشف فكرة تعايش الديناصورات والبشر. ألمح تريفورو أيضًا إلى أن الفيلم القادم قد لا يشمل متنزه العالم الجوراسي، وقال إنه سيكون مهتمًا بمشاهدة فيلم الحديقة الجوراسية الذي أخرجه أحد مخرجي أفلام الرعب الإسبان ولم يذكر أي أسماء.

### ما قبل الإنتاج
في 23 يوليو 2015، أعلنت شركة يونيفرسال بيكتشرز أنه تم تحديد موعد لإصدار تكملة، تمت الإشارة إليها باسم «العالم الجوراسي 2»، في 22 يونيو 2018، في الولايات المتحدة.كما تم الإعلان عن أن تريفورو سيكتب النص مع شريكه في الكتابة ديريك كونولي، كما فعلا في العالم الجوراسي؛ وأن الفيلم من إنتاج فرانك مارشال؛ وأن ستيفن سبيلبرغ وكولين تريفورو سيعملان كمنتجين تنفيذيين، في حين أن كريس برات وبريس دالاس هوارد سيعيدان أدوارهما من الفيلم السابق. في وقت الإعلان عن الفيلم، قال تريفورو إن المسلسل «لن يقتصر دائمًا على المنتزهات الترفيهية». وأكد أن الفيلم لن يتضمن «مجموعة من الديناصورات تطارد الناس على جزيرة» حيث قال «سيصبح هذا قديمًا بسرعة حقًّا.» تحدث تريفورو أيضًا عن قصة الفيلم مفتوحة المصدر المحتملة: «إنه يشبه تقريبًا أن تكون شركة التقنيات الجينية الدولية (InGen) هي ماك (Mac)، ولكن ماذا لو حصل الكمبيوتر الشخصي عليه؟ ماذا لو كان هناك 15 كيانًا مختلفًا حول العالم يمكنه صنع ديناصور؟».
في أغسطس 2015، قالت هوارد إن النص مكتوب، وأعلنت يونيفرسال ستوديوز أن الفيلم سيُعرض في المملكة المتحدة قبل أسبوعين، في 7 يونيو 2018. في وقت لاحق من ذلك العام، قال بي دي وونغ أنه «سيكون سعيدًا بالعودة» لأداء دور الدكتور هنري وو، بينما أعلنت هوارد أن التصوير سيبدأ في عام 2017. قالت هوارد أيضًا إنها ستكون مهتمة برؤية شخصيات من أفلام الحديقة الجوراسية السابقة تعود للفيلم الخامس، قائلة: «أستطيع أن أرى نسخًا من الفيلم حيث تعود الكثير من الشخصيات». بحلول أكتوبر 2015، تم اعتبار خوان أنطونيو بايونا مخرجا للفيلم. لكنه اختار بدلاً من ذلك إخراج تكملة حرب الزومبي العالمية، وهو مشروع كان قد وقع عليه بالفعل. في يناير 2016، تم الإعلان عن أن بايونا لا يزال مرشحًا لإخراج الفيلم بعد انسحابه من تكملة حرب الزومبي العالمية بسبب التزامات أخرى.
في أبريل 2016، أُعلن أن التصوير سيتم في استوديوهات بريطانية. في 14 أبريل 2016، قال الممثل جيف جولدبلوم إنه ليس لديه أي خطط للظهور في الفيلم كشخصيته إيان مالكولم، على الرغم من أنه قال إنه منفتح على هذا الاحتمال. في 18 أبريل 2016، تم الإعلان عن بايونا كمخرج للفيلم، مع انضمام بيلين أتينزا وباتريك كرولي إلى مارشال كمنتجين. أُعجب سبيلبرغ ومارشال وكاثلين كينيدي بفيلمه المستحيل لعام 2012، في البداية تمَّ تعيينه لإخراج العالم الجوراسي. لكنه رفض لأنه شعر أنه لم يكن هناك وقت كافٍ للإنتاج. أراد تريفورو من بايونا إخراج الفيلم بعد مشاهدة فيلم الرعب لعام 2007، دار الأيتام. قبل أن يتم تعيينه، التقى بايونا مع تريفورو وأصبح متحمسًا للمشروع بعد أن عرض النصف الثاني من السيناريو، والذي من شأنه أن يشبه فيلم منزل مسكون. بعد تعيين بايونا، قال تريفورو عن الفيلم، «نحن ننقله إلى منطقة جديدة. خوان أنطونيو بايونا هو مخرج رائع وأنا أعلم أنه سيدفع فيلم» الجوراسي«إلى أبعد حدوده. أعتقد أنه من المهم أن نحن نتحمل المخاطر. يجب أن يتطور الامتياز أو يهلك». عمل تريفورو وبايونا معًا وبَقِيَا متقاربَيْن طوال فترة إنتاج الفيلم. في يونيو 2016، سُئل الممثل سام نيل عما إذا كان سيعود إلى المسلسل باسم الدكتور آلان غرانت وأجاب، «لا تقول أبدًا لا، لكني أعتقد أنه قد تم تغييره. إنها أوقات مختلفة».
كان الفيلم، تحت العنوان العملي «المستقبل القديم»، وصار في مرحلة ما قبل الإنتاج بالكامل اعتبارًا من يوليو 2016، مع تصميم قصص مصورة. تم التعاقد مع آندي نيكلسون كمصمم إنتاج للفيلم. وأمضى أربعة أسابيع مع بايونا في برشلونة، حيث ناقش الصور المرجعية وتفاصيل الخلفية، بالإضافة إلى أفكار بايونا لقصر لوكوود. كان من المقرر أن يبدأ الإنتاج في هاواي في فبراير 2017. كما تم تأكيد ويلز كموقع للتصوير. قال تريفورو إن هاواي ستُستخدم كموقع تصوير أساسي، بينما التصوير في المملكة المتحدة سيقتصر على الاستوديوهات، دون أن تحدث القصة هناك. قال تريفورو أيضًا أن الفيلم سيظهر العديد من الديناصورات التي لم تُشاهد في الأفلام السابقة ونفى أن تكون قصة الفيلم تتضمن ديناصورات عسكرية، وهي التي لن يتم ذكرها إلا في الفيلم.
بالنسبة للنصف الثاني من الفيلم حيث يتم نقل الديناصورات بالقوارب إلى البر الرئيسي، تم الكشف كل من الإكوادور والبيرو كمواقع تصوير محتملة. اعتقد مارشال أن كابو سان لوكاس ستكون مثالية، لكن هذه المواقع لم تنجح في النهاية في قصة الفيلم. على الرغم من أن الفيلم تم تصويره جزئيًا في إنجلترا، إلا أن سبيلبرغ شعر أن البلاد كانت بعيدة جدًا عن جزيرة إيسلا نوبلار الخيالية لاستخدامها كإعداد داخل الفيلم في النصف الثاني. لم يرغب هو والمنتجون في أن يقضي الفيلم الكثير من الوقت على متن قارب. صرح كرولي «بدلاً من صنع فيلم عن السفر على متن قارب، وهو أمر غير مثير للغاية، كنت بحاجة للوصول إلى المكان».
في سبتمبر 2016، أكد بايونا أن الفيلم سيكون الفصل الثاني في ثلاثية مخطط لها في العالم الجوراسي. في وقت لاحق من ذلك العام، قال مارشال إن وونغ «ربما سيعود». أكد ملحن العالم الجوراسي مايكل جاكينو أنه سيعود كملحن للفيلم الخامس. تم الإعلان عن أوسكار فاورا كمصور سينمائي للفيلم في نهاية العام.

### كتابة السيناريو
على الرغم من أن ستيفن سبيلبرغ كان مشاركًا بشكل كبير في تطوير أفكار العالم الجوراسي، إلا أنه جعل تريفورو وديريك كونولي يبتكران أفكارهما الخاصة للتتمة. واحتفظ بالموافقة النهائية على المشروع. في يونيو 2015، بعد حوالي أسبوعين من الإصدار المسرحي لـ العالم الجوراسي، شرع تريفورو في رحلة برية من لوس أنجلوس إلى ولايته الأصلية في فيرمونت. وافق كونولي على مرافقة تريفورو حتى يتمكنا من مناقشة مجموعة أساسية من الأفكار التي طرحها تريفورو للفيلم. خلال رحلتهم التي استمرت ثمانية أيام، بدأوا العمل على السيناريو وابتكروا القصة الأساسية. قال تريفورو إن قصة الفيلم مستوحاة من اقتباس من الدكتور آلان جرانت في الفيلم الأول: «الديناصورات والإنسان، وهما نوعان يفصل بينهما 65 مليون سنة من التطور، أعيدا فجأة إلى المزيج معًا. كيف يمكننا أن نحصل على أدنى فكرة عما يمكن توقعه؟» قال تريفورو إن القصة تأثرت بشدة بفكرة أنه«لا يمكن التراجع عن خطأ ارتكب منذ زمن طويل». كما قال إن الفيلم يُقدم موضوعات جنون العظمة السياسي والجشع و«اتخاذ القرارات مع عدم الاهتمام بكيفية تأثيرها على حياة الناس».
يستند الفيلم أيضًا إلى مفاهيم من رواية مايكل كريشتون الحديقة الجوراسية (1990) وتكملتها العالم المفقود (1995)، ويتضمن حوارًا من الرواية الأولى. كان بركان إيسلا نوبلار في الرواية الأولى، واختار كتَّاب السيناريو إدراجه في حبكة الفيلم. قارن تريفورو تدمير إيسلا نوبلار بـ «حرق كنيسة أو معبد»، قائلاً «أعتقد بصدق أن الأمر يشبه قتل شخصية بطريقة ما، وإذا كنت ستفعل ذلك، طالما أنك تعامل مع الأمر بالاحترام المناسب والاعتراف بأنك تفهم مدى كون ما تفعله أمرًا دائمًا ولا يمحى، ومن ثم نأمل أن يكون لدى الناس استجابة عاطفية لكن يجب أن لا يكرهونا بسبب ذلك». فكرة تضمين«الشريك الصامت» لجون هاموند مستوحاة أيضًا من رواية الحديقة الجوراسية. على الرغم من أن شخصية بنجامين لوكوود لم تظهر في الرواية، إلا أن الرواية تصور السنوات الأولى التي سبقت استنساخ الديناصورات. جعل هذا تريفورو يدرك أنه كان من الممكن أن يكون هناك العديد من الأشخاص المشاركين في مثل هذا المشروع، مما أقنعه بأن شخصًا مثل لوكوود سيكون من بين هؤلاء الأشخاص.
في معالجته الأولية للفيلم، ضمَّن تريفورو عناصر القصة، التي اعتبرها مارشال وكراولي كثيرة في فيلم واحد. شعر المنتجون أنه من المهم تضمين تفاصيل عن حياة أوين وكلير بعد أحداث العالم الجوراسي. على الرغم من أن النهاية الأصلية كانت مماثلة للفيلم الأخير، فقد أراد تريفورو تضمين المزيد من التفاصيل حول اندماج الديناصورات في العالم. اختار إزالتها للحفاظ على تركيز القصة. قال تريفورو إن بنية السيناريو مستوحاة من فيلم سبيلبرغ جسر الجواسيس لعام 2015، حيث تصطدم قصتان لا علاقة لهما على ما يبدو «في المنتصف، وتسيران معًا». حصل تريفورو على الإلهام أيضًا من فيلم أيام كوندور الثلاثة لعام 1975، حيث يقول حول ذلك «إنه أحد تلك الأماكن التي تعتقد أنك تعرف ما سيحدث فيها، ثم يتغير كل شيء، ثم فجأة لا تعرف بمن تثق». يتضمن الفيلم أفكارًا ظهرت سابقًا في فيلم مرفوض تم تقديم مشروع عام 2004 لـ الحديقة الجوراسية 4 (لاحقًا العالم الجوراسي)، في نفس الهيكل: عودة إلى جزيرة إيسلا نوبلار متبوعًا بالنصف الثاني في مبنى قوطي كبير في البر الرئيسي. كانت فكرة بيع الديناصورات العسكرية أيضًا في المسودة المرفوضة، والتي قرأها تريفورو أثناء كتابته فيلم العالم الجوراسي الأول. جاءت فكرة استخدام الديناصورات كسلاح من سبيلبرغ. بعد أن أخرج العالم الجوراسي، كان تريفورو على دراية بكيفية عمل الأنيماترونكس وكتب مشاهد للتكملة التي من شأنها أن تسمح باستخدامها. على سبيل المثال، الأنيماترونكس غير قادرة على تنفيذ إجراءات معينة مثل الجري.
فيما يتعلق بفكرة الاستنساخ البشري، قال تريفورو «نحن أقرب كثيرًا إلى استنساخ البشر مما نحن عليه في استنساخ الديناصورات. لقد شعرت وكأنها قفزة أقل بكثير بالنسبة لي من الديناصورات. [...] أن يكون لديك شخصية من لديه مثل هذا الحب العميق وشعر بهذه الخسارة وعدم القدرة على الاستمرار، أعتقد أنه شيء نشعر به جميعًا. لذا فإن فكرة أنك قد تكون قادرًا على إعادة شخص ما بهذه الطريقة تستند عاطفياً إلى فكرة عالمية للغاية». قال تريفورو أيضًا إنه مهتم بـ «التأثير الأكبر» للقوة الجينية، بما في ذلك تأثيرها العاطفي وتأثيرها البشري المحتمل. وأضاف: «علمنا أننا لم نرغب في الاستمرار في إنتاج أفلام عن مخاطر العبث بالعلم. نريد أن نحكي قصة عن ما نحن فيه الآن، وهو أننا قد عبثنا بالعلم، وقمنا بتغيير جذري لعالمنا والآن نتعامل مع العواقب». كان تريفورو قلقًا بشأن كيفية تفاعل الجمهور مع جانب الاستنساخ البشري للقصة، وهي فكرة يدعمها سبيلبرغ، الذي كان متحمسًا بشأن الأسئلة التي يمكن أن تثيرها مثل هذه الفكرة في تتمة الفيلم. بسبب انتقادات لوفاة زارا في الفيلم السابق، قال تريفورو في ما يخص العالم الجوراسي: المملكة الساقطة، «لقد حرصنا على أن تكون كل حالة وفاة مُستحقة. الجميع يستحق موتهم في هذا الفيلم، درس مستفاد. في عام 2018 الجميع يستحقونه. الناس رهيبون».
كانت إحدى أفكار تريفورو هي تضمين شخصية جيف جولدبلوم لإيان مالكولم، الذي ظهر في أفلام الحديقة الجوراسية السابقة. ناقش تريفورو وجولدبلوم أفكار حوار لمالكولم، وقال تريفورو إنه استخدم الكثير من الحوار من رواية كريشتون الحديقة الجوراسية للشخصية. قال مارشال أن تريفورو كتب مالكولم على أنه شخصية من نوع "أه أوه، خَطَر، لقد أخبرتك بذلك ". قال تريفورو عن مالكولم، "لقد رأيته كنوع من آل جور. لديه لحية الآن، وهو من النوع الذي يقول" أخبرتكم جميعًا أن هذا سيكون كارثة، ومن المؤكد أنه سيكون كذلك".
شخصية لوري، موظف غرفة التحكم في المنتزه من فيلم العالم الجوراسي السابق، التفكير في إعادتها في العالم الجوراسي: المملكة الساقطة. استبدل تريفورو في النهاية لوري بالشخصية المكافئة فرانكلين ويب. وفقًا لتريفورو، لم يكن للوري نفس الروح تمامًا مثل فرانكلين، قائلاً: «لقد أحببنا فكرة أن يكون [زيا وفرانكلين] شابين مثاليين جدًا، وهما ناشطان يؤمنان حقًا بالقضية التي تؤمن بها كلير. ليس من الممكن أن يفعل [لوري] ذلك، فهو نوعًا ما رجل ساخر». التقى جيك جونسون مع كونولي لشرح مظهر شخصيته في العالم الجوراسي: المملكة الساقطة. قال جونسون في وقت لاحق إن لوري «رجل مختلف بسبب ما مر به في الفيلم الأول. وكأنه يمتلك ذيل حصان الآن. أعتقد أنه لديه أوشام على ذراعيْه الآن. صدمة رؤية هجوم ديناصور قد أفسدته حقًا. لقد اعتقدت أنه يمكننا الاستمتاع ببعض المرح». في أكتوبر 2016، قال جونسون إنه وشخصيته لن يكونا في الفيلم.

### بايونا
بعد تعيين بايونا مخرجا للفيلم، بدأ في قراءة روايات كريشتون - بما في ذلك الحديقة الجوراسية والعالم المفقود - من أجل الحصول على الإلهام و «لمحاولة الانغماس في ذهن كريشتون». كما أعاد مشاهدة كل أفلام الحديقة الجوراسية السابقة. بدأ تريفورو وكونولي العمل مع بايونا في يوليو 2016، لتحسين السيناريو حسب رغبة المخرج. تم دمج أفكار بايونا في النص مع الاحتفاظ بشكل أساسي على القصة الأصلية التي ابتكرها تريفورو وكونولي. كان مشهد افتتاح الفيلم تحت الماء موجودًا بالفعل في نصهم. طلب بايونا من تريفورو أن يُطوره ليصبح مشهدًا أكبر مع مجموعة أكبر. لأن الفيلم لديه فترة طويلة قبل أن يصل إلى مشاهد الحركة التي تشمل البركان، شعر بايونا أنه كان من الضروري توسيع التسلسل الافتتاحي ليكون موجهاً نحو مشاهد الحركة. قام بايونا أيضًا بتوسيع مشهد العملية الجراحية لـ بلو، حيث شعر أنها كانت لحظة مهمة في إظهار علاقة أوين به. أضاف بايونا أيضًا مشهد حركة إلى تسلسل المشاهد على متن السفينة آركاديا، السفينة التي تنقل الديناصورات. لقد شعر أن التسلسل كان طويلاً للغاية ويتطلب بعض الإجراءات، مما أدى إلى اقتراحه بأن يقوم أوين وكلير باستعادة الدم من التيريكس للمساعدة في جراحة بلو. في نهاية المطاف أزال بايونا وتريفورو لحظات معينة من النص الذي شعروا أنه سيكون أفضل بالنسبة للجزء التكميلي، والذي كان من المتوقع أن يصور الديناصورات التي انتشرت حول العالم.
قال تريفورو إن المملكة الساقطة ستكون «مشوقة ومخيفة» أكثر من سابقتها: «إنها فقط الطريقة التي تم تصميمها بها؛ إنها الطريقة التي تجري بها القصة. كنت أعلم أنني أردت من بايونا إخراجها قبل وقت طويل من أن يسمع أي شخص أنها كانت محتملة، لذلك تم بناء كل شيء حول مجموعة مهاراته». وصف تريفورو لاحقًا الفيلم بأنه«المستحيل يلتقي بـ دار الأيتام والديناصورات». قال بايونا إنه مع النصف الأول من الفيلم الذي تم تعيينه على جزيرة، «لديك ما تتوقعه من فيلم جوراسي»، بينما ينتقل النصف الثاني«إلى بيئة مختلفة تمامًا تشعرك بمزيد من التشويق، وأكثر قتامة، وخوف من الأماكن المغلقة، وحتى بها هذا النوع من المباني القوطية، التي أحبها». «العنصر القوطي» من التشويق تأثر بأفلام ألفريد هيتشكوك. كما قارنه بـ حرب النجوم الجزء الخامس: الإمبراطورية تعيد الضربات وستار تريك الثاني: غضب خان، وكلاهما كان يعتبر أقتم من سابقيهما. فيما يتعلق بمشاهد القصر الذي طاردت فيه إندورابتور ميزي، قارن بايونا المشاهد بـ «النهاية الكلاسيكية لقصة خرافية، لقصة قوطية، مثل نهاية في أعلى القلعة مع الأميرة في البرج ومطاردة التنين للفتاة الصغيرة».
قال تريفورو إن ديناصورات الفيلم ستمثل «المعاملة التي تتعرض لها الحيوانات اليوم: الإساءة والتجارب الطبية ووجود حيوانات برية في حدائق الحيوان مثل السجون واستخدام الجيش لها واستخدام الحيوانات كأسلحة». في النسخة الأولية لكل من تريفورو وكونولي، يتم بيع الديناصورات بشكل عادي بدلاً من بيعها في المزاد.أحب سبيلبرغ وتريفورو فكرة بايونا بتغيير البيع إلى المزاد، والذي اعتقد بايونا أنه «أفضل طريقة ممكنة لإظهار الجشع في تلك الشخصيات. لأن كل الناس معًا في نفس الغرفة يراهنون على الحيوانات». قال تريفورو «كنا نتطلع لاستكشاف الجانب القبيح للإنسانية ومعاملتنا القاسية للكائنات الحية». وفقًا لتريفورو، تم تصور مشهد المزاد في البداية على أنه «مجموعة قذرة وبغيضة من مهربي الحيوانات». قال إن بايونا «منعنا من الذهاب بعيدًا جدًا - لقد احتضن العناصر الأكثر قتامة، ولكنه جلب أيضًا إحساسه بالمرح والفكاهة في الإجراءات». وصف تريفورو مشهد المزاد الأخير بأنه «أشبه بمزاد سوذبيز لفاحشي الثراء»، بينما قال: «كان الخيار الصحيح عند موازنته مع المعاملة السيئة للحيوانات التي نراها، التي كان من الممكن أن تصبح حزينة بشكل لا يمكن إصلاحه». قال تريفورو إنه مع مزاد الديناصورات، «تم الكشف عن أسوأ غرائز البشرية. كان الفيلم الأول واضحًا جدًا عن جشع الشركات. هذا فقط عن الجشع البشري».

### التصوير
أعلنت هوارد عن بدء التصوير في 24 فبراير 2017. معظم التصوير في إنجلترا حدث في استوديوهات باينوود. نظرًا لغرف التمثيل الكبيرة الموجودة في تلك الاستوديوهات، فقد اعتبرت مثالية للمشاهد الداخلية العديدة للفيلم. بعد انتهاء التصوير في إنجلترا، انتقل الإنتاج إلى هاواي التي كانت تستخدم كموقع تصوير أساسي. تم عرض المشاهد التي تم التقاطها في هاواي على أنها جزيرة إيسلا نوبلار، الجزيرة الخيالية التي ظهرت في الفيلمين الأول والرابع. يتم تعيين مشهد ما بعد الاعتمادات في منتجع «باريس لاس فيغاس» في لاس فيغاس، حيث تطير تيرانودونات هاربة من ملكية لوكوود حول قمة النسخة المقلدة من برج إيفل الموجودة بالمنتجع. كان من المتوقع أيضًا أن يتم تصوير المشاهد في حديقة بريكون بيكونز الوطنية في ويلز، ولكن في النهاية لم يتم التصوير هناك.
الفيلم هو أول إصدار في سلسلة الحديقة الجوراسية يتم تصويره بتقنية سينماسكوب، شاشة عريضة بنسبة عرض إلى ارتفاع تبلغ 2.40: 1، حيث أراد بايونا تقديم الفيلم على أنه «أكبر» و «أكثر ملحمية». استخدم طاقم الفيلم كاميرات آري ألكسا 65 حصريًا. تم تصوير العديد من المشاهد للإشارة إلى أفلام مختلفة بما في ذلك من هنا إلى الخلود (1953) وفيلم دراكولا (1979)، بالإضافة إلى أفلام ستيفن سبيلبرغ مثل سارقو التابوت الضائع (1981) وفيلم إي تي (1982). تم عرض بعض المشاهد من الفيلم على سبيلبرغ أثناء الإنتاج وعرض آرائه على بايونا. قال بايونا إن صنع الفيلم كان التحدي الأكبر في حياته. كان المقطع الأصلي للفيلم حوالي ساعتين و 45 دقيقة، والذي اعتبره صناع الفيلم طويلًا جدًا. تم تقليصه إلى ساعتين وثماني دقائق في المقطع النهائي. التيرانودونات في لاس فيجاس هو أحد المشاهد التي تم قطعها ولكن تمت إضافتها في النهاية كمشهد ما بعد الاعتمادات للفيلم قبل الإصدار المسرحي.
أثناء التصوير، وفي فترات متقطعة، استخدم بايونا جهاز آي بود لتشغيل أنواع مختلفة من الموسيقى لإلهام الممثلين، كما فعل في أفلامه السابقة. كما استخدم مؤثرات صوتية من أفلام أخرى في السلسلة، بما في ذلك زئير التيريكس الذي استخدمه أحيانًا للحصول على رد فعل طبيعي من الممثلين. على وجه الخصوص، قام بايونا بتشغيل أصوات غير متوقعة وموسيقى صاخبة لإخافة سميث لمشاهد معينة، حيث يتم تصوير شخصيته على أنها خائفة بسهولة. ناقش بايونا وبرات كل مشهد يتضمن شخصية أوين قبل تصويرها. تم استخدام العديد من أفكار برات في الفيلم. في مناقشة شخصية ليفين ، قال بايونا، «لقد أتى بفكرة خلق هذا النوع من الرجال العسكريين. لقد أراد فقط تصوير أكثر الشخصيات مكروهةً. [...] وكان مبدعًا جدًا في وضع التصوير، محاولًا إعطاء الأفكار، جلب ملاحظات القصة لجعل هذه الشخصية أكثر وأكثر كرهًا».
يتضمن الفيلم عدة إشارات غير مباشرة إلى الرئيس الأمريكي دونالد ترامب، بما في ذلك فكرة من تريفورو حيث يقول شريط الأخبار إن «الرئيس الأمريكي» شكك في «وجود الديناصورات في المقام الأول». أدخل تريفورو هذا المشهد لأنه شعر أن هناك «إنكارًا قويًا للعلم» في العالم. سُمح لجونز بتحديد مظهر شخصيته، والذي تضمن شعر مستعارًا مشابهًا لتصفيفة شعر ترامب. هناك لقطة غير مسجلة في الفيلم تتعلق بشخصية ليفين وهي تشير إلى شخصية بينيدا «زيا» على أنها «امرأة سيئة»، وهو تعليق اشتهر به ترامب في السابق.
في هاواي، تم تصوير المشاهد التي يجري فيها الممثلون باستخدام الذراع الهامشية، وهي كاميرا مثبتة برافعة في شاحنة كانت تسير جنبًا إلى جنب مع الممثلين. سمحت هذه الكاميرا المتخصصة بتصوير المشاهد بثبات على الرغم من قيادة الشاحنة فوق التضاريس الوعرة. يتضمن الفيلم مشهدًا عن جزيرة إيسلا نوبلار حيث تركب كلير وفرانكلين على متن مركبة كروية الشكل تسمى الجيروسفير للتجنب الديناصورات. تم تصويره في إنجلترا، وفي المحمية الطبيعية «كوالوا رانش» في أواهو، هاواي. وصف بايونا المشهد بأنه أحد أكبر تحديات الفيلم.
في هاواي، تم استخدام الذراع الهامشية لتصوير الممثلين وهم يركبون في الجيروسفير حيث تم نقله على مقطورة لمحاكاة حركته. في إنجلترا، تم إنشاء مسار أفعوانية للجيروسفير في الهواء الطلق مع انخفاض 40 قدمًا، والذي ركبت فيه هوارد وسميث لتصوير المشهد حيث تنخفض المركبة من منحدر إلى المياه المحيطة بجزيرة نوبلار. على الرغم من أنه كان من الممكن تصوير هذا الجزء من الفيلم باستخدام شاشة خضراء، فقد أراد بايونا من الممثلين التعبير عن خوفهم الحقيقي من المشهد. تم تصوير الجزء الأخير من المشهد في استوديوهات باينوود، حيث تم بناء خزان داخلي كبير ومليء بالمياه لتصوير سقوط المركبة في المياه بينما يحاول أوين كسرها وإنقاذ كلير وفرانكلين. تم تصوير هذا الجزء من المشهد في خمس لقطات مختلفة تم دمجها لتبدو وكأنها لقطة واحدة مستمرة. تلقى برات مساعدة من مدرب غوص أثناء تصويره للمشهد، والذي تضمن أيضًا وجود هوارد وسميث تحت الماء. استمر التصوير في الدبابة خمسة أيام، وتطلب طاقمًا من 85 شخصًا. تم تصويره بشكل أساسي من قبل طاقم الوحدة الثانية، حيث كان بايونا مشغولًا بإخراج المشاهد في غرف تمثيل

## وصلات خارجية
- العالم الجوراسي: المملكة الساقطة على موقع IMDb (الإنجليزية)
- العالم الجوراسي: المملكة الساقطة على موقع ميتاكريتيك (الإنجليزية)
- العالم الجوراسي: المملكة الساقطة على موقع روتن توميتوز (الإنجليزية)
- العالم الجوراسي: المملكة الساقطة على موقع نتفليكس (الإنجليزية)
- العالم الجوراسي: المملكة الساقطة على موقع قاعدة بيانات الأفلام العربية
- العالم الجوراسي: المملكة الساقطة على موقع ألو سيني (الفرنسية)
- العالم الجوراسي: المملكة الساقطة على موقع Turner Classic Movies (الإنجليزية)
- العالم الجوراسي: المملكة الساقطة على موقع أول موفي (الإنجليزية)
- العالم الجوراسي: المملكة الساقطة على موقع بوكس أوفيس موجو (الإنجليزية)
- العالم الجوراسي: المملكة الساقطة على موقع فيلمافينيتي (الإسبانية)
- جوراسيك بارك: «المملكة الساقطة» فيلم يقدم مغامرات جديدة، مقالة نقدية بقلم نيكولاس باربر، بي بي سي عربية.